# Douglas Fairbanks Jr.
Douglas Fairbanks Jr. (New York, 9 dicembre 1909 – New York, 7 maggio 2000) è stato un attore e militare statunitense, talvolta indicato con il nome completo Douglas Elton Fairbanks.

## Biografia

### Esordi e primi successi
Douglas Elton Fairbanks Jr. nacque il 9 dicembre 1909, figlio dall'attore Douglas Fairbanks Sr. e dalla prima moglie di questi Anna Beth Sully. Quando ebbe nove anni i suoi genitori divorziarono e, benché in seguito avessero contratto ulteriori matrimoni, non ebbero altri figli. Douglas Jr. trascorse l'infanzia con la madre, viaggiando nelle maggiori capitali europee.
Il padre Douglas Sr. era stato uno dei più celebri e amati divi dell'epoca del cinema muto a Hollywood, noto soprattutto per i personaggi atletici e spavaldi interpretati in film d'avventura quali Il segno di Zorro (1920), Robin Hood (1922) e Il ladro di Bagdad (1924). Grazie all'appoggio paterno, Douglas Jr. ottenne nel 1924 un contratto con la Paramount Pictures e, dopo alcuni ruoli piuttosto anonimi, nel 1925 recitò nel melodramma Stella Dallas (1925), per la regia di Henry King, ricevendo positivi riscontri dalla critica. In questa prima fase della sua carriera, Douglas Jr. recitò in ruoli prevalentemente da comprimario, spesso a servizio delle star femminili di turno come Belle Bennett, Esther Ralston e Pauline Starke.
Nel 1930 interpretò un malavitoso della Chicago degli anni venti in Piccolo Cesare di Mervyn LeRoy, film drammatico che fu una delle sue prime pellicole a ottenere un vero successo commerciale e che gli consentì di proseguire brillantemente la carriera durante tutti gli anni trenta, confermandosi degno successore del fascino paterno. Tra i film di maggior successo da lui interpretati, sono da ricordare Gentiluomo dilettante (1936), pellicola d'avventura in cui Douglas Jr. poté esprimere a pieno le doti atletiche ereditate dal padre, il dramma sentimentale Per la sua donna (1937) e Il prigioniero di Zenda (1937), in cui interpretò un ruolo di malvagio cospiratore.
Dopo il fiasco della commedia Gioia d'amare (1939), nello stesso anno si riscattò interpretando un sergente dell'esercito britannico nel film d'avventura Gunga Din, al fianco di Cary Grant. Il suo ultimo film prima dell'inizio della seconda guerra mondiale fu I vendicatori (1941), una pellicola di cappa e spada in cui interpretò il doppio ruolo di un gemello.

### Al servizio della patria
Allo scoppio del conflitto, Douglas Jr. venne assegnato come ufficiale riservista della Marina Militare e successivamente inviato in Inghilterra sotto il comando di Louis Mountbatten. In Inghilterra partecipò ad addestramenti militari e fu testimone delle incessanti operazioni messe in atto con le tecniche belliche della mistificazione e della dissimulazione, tecniche dallo stile sconosciuto negli Stati Uniti. Promosso tenente, venne quindi trasferito a Virginia Beach sotto il comando dell'ammiraglio Henry Kent Hewitt, la cui compagnia si stava preparando ad assaltare le coste del Nordafrica. Forte dell'esperienza maturata in Inghilterra, Douglas Jr. propose all'ammiraglio e al Capo delle Operazioni Navali Ernest King un progetto operativo destinato alla creazione di un'unità speciale in grado di compiere azioni di disturbo e di diversivo in gran segreto. La proposta venne accolta e, il 30 marzo 1943, fu avviato il coinvolgimento di 180 ufficiali e 300 reclute, tutti volontari, per dar vita al progetto Beach Jumper.
I neonati Beach Jumper intrapresero una simulazione di attracco con forze limitate, allo scopo di far credere al nemico di essere il grosso dell'esercito in arrivo. Il loro battesimo del fuoco avvenne nel corso dell'Operazione Husky, durante l'invasione della Sicilia. Il contributo alle tecniche belliche di diversivo e l'impegno attivo avuto nell'ambiziosa invasione della Francia meridionale fruttarono a Douglas Jr. la Legion of Merit da parte dell'esercito americano, nonché la Legion d'onore e la Croix de guerre da parte dell'esercito francese, e la Distinguished Service Cross da quello inglese. L'esercito americano gli conferì inoltre la Silver Star per il servizio prestato sui TB boat. Nel 1949 Douglas Jr. venne investito dell'Ordine dell'Impero Britannico e si congedò dalla marina nel 1954 con il grado di capitano di vascello.

### Gli anni del dopoguerra
Dopo la fine del conflitto, Douglas Jr. tornò al cinema con il ruolo di Carlo II Stuart nel film Re in esilio (1947) e, nello stesso anno, interpretò la pellicola d'avventura Sinbad il marinaio (1947), in cui ancora una volta fece sfoggio delle sue doti acrobatiche. Nel 1950 fu protagonista del thriller Segreto di stato di Sidney Gilliat, dopo il quale iniziò a rallentare la carriera cinematografica. Dall'inizio degli anni cinquanta trascorse un lungo periodo in Inghilterra, paese in cui raggiunse grande notorietà grazie all'attività televisiva e dove venne apprezzato anche nei circoli sociali più alti. Nel 1957 rientrò in America per lavorare in un programma della NBC, proseguendo la carriera fino alla fine degli anni ottanta. La sua ultima apparizione cinematografica risale al 1981 nel film Storie di fantasmi, in cui recitò accanto a Fred Astaire e Melvyn Douglas.

### Vita privata
Al pari del padre, anche Douglas Jr. ebbe una vita sentimentale intensa. All'età di diciannove anni si sposò per la prima volta con la venticinquenne Joan Crawford, allora attrice cinematografica emergente. Il matrimonio fu celebrato a New York il 3 giugno 1929. La coppia trascorse la luna di miele in Inghilterra, dove Douglas Jr. conobbe Noël Coward, Gertrude Lawrence, Beatrice Lillie e Giorgio, duca di Kent, iniziando a interessarsi di politica, ma Joan era più proiettata verso la propria carriera e dopo una sua relazione con Clark Gable, i due divorziarono nel 1933.
Il 22 aprile 1939 Douglas Jr. sposò Mary Lee Epling, ex moglie di Huntington Hartford, erede del gruppo The Great Atlantic & Pacific Tea Company (A&P). Il matrimonio, da cui nacquero tre figlie, Daphne, Victoria e Melissa, durò fino al 1988, anno in cui Mary morì. Due anni dopo l'attore si risposò per la terza volta con Vera Lee Shelton.
Douglas Fairbanks Jr. morì il 7 maggio 2000 a New York e venne sepolto nell'Hollywood Forever Cemetery.

## Riconoscimenti
- Young Hollywood Hall of Fame (1920's)

## Filmografia

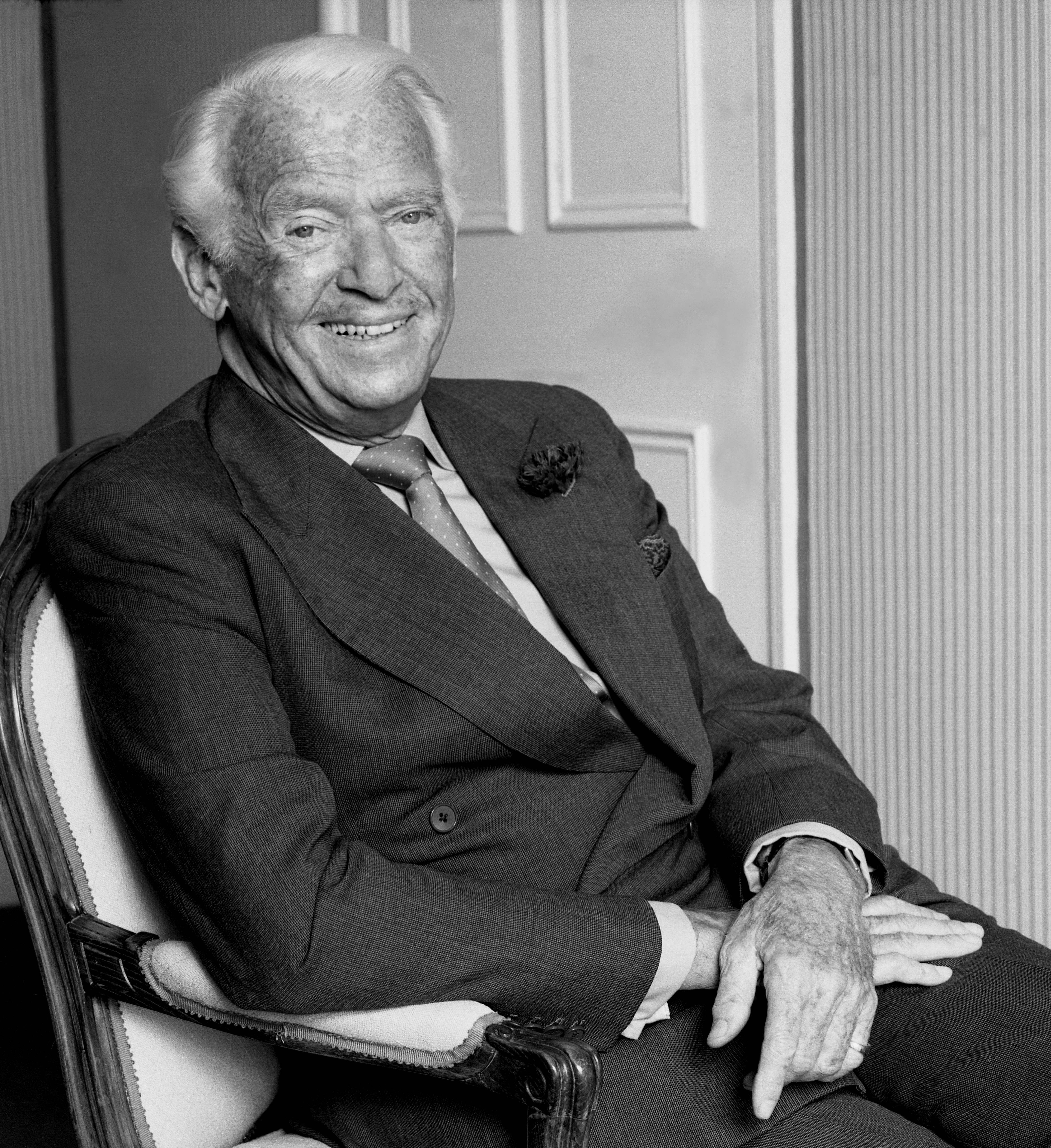
Fairbanks nel 1987

### Cinema
- Nel mondo dei miliardi (American Aristocracy), regia di Lloyd Ingraham - non accreditato (1916)
- I tre moschettieri (The Three Musketeers), regia di Fred Niblo - non accreditato (1921)
- Stephen Steps Out, regia di Joseph Henabery (1923)
- Sparvieri d'acciaio (The Air Mail), regia di Irvin Willat (1925)
- Cavalli indomiti (Wild Horse Mesa), regia di George B. Seitz (1925)
- Stella Dallas, regia di Henry King (1925)
- The American Venus, regia di Frank Tuttle (1926)
- Padlocked, regia di Allan Dwan (1926)
- Broken Hearts of Hollywood, regia di Lloyd Bacon (1926)
- Man Bait, regia di Donald Crisp (1927)
- Women Love Diamonds, regia di Edmund Goulding (1927)
- Is Zat So?, regia di Alfred E. Green (1927)
- A Texas Steer, regia di Richard Wallace (1927)
- Dead Man's Curve, regia di Richard Rosson (1928)
- Modern Mothers, regia di Phil Rosen (1928)
- Miniera in fiamme (The Toilers), regia di Reginald Barker (1928)
- Il potere della stampa (The Power of the Press), regia di Frank Capra (1928)
- Il re della piazza (The Barker), regia di George Fitzmaurice (1928)
- Il destino (A Woman of Affairs), regia di Clarence Brown (1928)
- The Jazz Age, regia di Lynn Shores (1929)
- Nell'ora suprema (Fast Life), regia di John Francis Dillon (1929)
- Ragazze americane (Our Modern Maidens), regia di Jack Conway (1929)
- The Careless Age, regia di John Griffith Wray (1929)
- The Forward Pass, regia di Edward F. Cline (1929)
- Rivista delle nazioni (The Show of Shows), regia di John G. Adolfi (1929)
- Party Girl, regia di Victor Halperin (1930)
- Loose Ankles, regia di Ted Wilde (1930)
- La squadriglia dell'aurora (The Dawn Patrol), regia di Howard Hawks (1930)
- The Little Accident, regia di William James Craft (1930)
- L'ombra dell'Apocalisse (The Way of All Men), regia di Frank Lloyd (1930)
- Outward Bound, regia di Robert Milton e, non accreditato, Ray Enright (1930)
- One Night at Susie's, regia di John Francis Dillon (1930)
- Piccolo Cesare (Little Caesar), regia di Mervyn LeRoy (1930)
- L'aviateur, regia di John Daumery e William A. Seiter (1931)
- I gioielli rubati (The Stolen Jools), regia di William C. McGann (1931)
- La beffa dell'amore (Chances), regia di Allan Dwan (1931)
- I Like Your Nerve, regia di William C. McGann (1931)
- Il vagabondo e la ballerina (Union Depot), regia di Alfred E. Green (1932)
- I guai della celebrità (It's Tough to Be Famous), regia di Alfred E. Green (1932)
- L'athlète incomplet, regia di Claude Autant-Lara (1932)
- Love Is a Racket, regia di William A. Wellman (1932)
- Scarlet Dawn, regia di William Dieterle (1932)
- Uomini nello spazio (Parachute Jumper), regia di Alfred E. Green (1933)
- La seconda aurora (The Life of Jimmy Dolan), regia di Archie Mayo (1933)
- The Narrow Corner, regia di Alfred E. Green (1933)
- La gloria del mattino (Morning Glory), regia di Lowell Sherman (1933)
- Catturato (Captured!), regia di Roy Del Ruth (1933)
- La grande Caterina (The Rise of Catherine the Great), regia di Paul Czinner (1934)
- Success at Any Price, regia di J. Walter Ruben (1934)
- La Bohème (Mimi), regia di Paul L. Stein (1935)
- Man of the Moment, regia di Monty Banks (1935)
- Gentiluomo dilettante - Il nuovo Robin Hood (The Amateur Gentleman), regia di Thornton Freeland (1936)
- Accusata (Accused), regia di Thorntorn Freeland (1936)
- Per la sua donna (Jump for Glory), regia di Raoul Walsh (1937)
- Il prigioniero di Zenda (The Prisoner of Zenda), regia di John Cromwell (1937)
- Gioia d'amare (Joy of Living), regia di Tay Garnett (1938)
- Allora la sposo io (The Rage of Paris), regia di Henry Koster (1938)
- Vacanze d'amore (Having Wonderful Time), regia di Alfred Santell (1938)
- 4 in paradiso (The Young in Heart), regia di Richard Wallace (1938)
- Gunga Din, regia di George Stevens (1939)
- I pionieri della Costa d'Oro (The Sun Never Sets), regia di Rowland V. Lee (1939)
- Il dominatore del mare (Rulers of the Sea), regia di Frank Lloyd (1939)
- Inferno verde (Green Hell), regia di James Whale (1940)
- Safari, regia di Edward H. Griffith (1940)
- Angeli del peccato (Angels Over Broadway), regia di Lee Garmes e Ben Hecht (1940)
- I vendicatori (The Corsican Brothers), regia di Gregory Ratoff (1941)
- Sinbad il marinaio (Sinbad, the Sailor), regia di Richard Wallace (1947)
- Re in esilio (The Exile), regia di Max Ophüls (1947)
- La signora in ermellino (That Lady in Ermine), regia di Ernst Lubitsch e Otto Preminger (1948)
- Soldato di ventura (The Fighting O'Flynn), regia di Arthur Pearson (1949)
- Segreto di stato (State Secret), regia di Sidney Gilliat (1950)
- Alto comando operazione uranio (Mister Drake's Duck), regia di Val Guest (1951)
- The Triangle, regia di Leslie Arliss e Lance Comfort (1953)
- The Genie, regia di Lance Comfort e Lawrence Huntington (1953)
- The Red Dress, regia di Lawrence Huntington e Charles Saunders (1954)
- Destination Milan, regia di Leslie Arliss e John Gilling (1954)
- The Last Moment, regia di Lance Comfort (1954)
- Thought to Kill, regia di Lawrence Huntington e Leslie Arliss (1954)
- Three's Company, regia di Terence Fisher e Charles Saunders (1954)
- Faccia da mascalzone, regia di Raffaele Andreassi e Lance Comfort (1956)
- Red and Blue, regia di Tony Richardson (1967)
- Kingdom of Gifts, regia di Ted Kneeland (1978) (voce)
- Agenti speciali ONU missione Eiffel, regia di Claudio Guzman (1980)
- Storie di fantasmi (Ghost Story), regia di John Irvin (1981)

### Televisione
- Douglas Fairbanks Jr. Presents – serie TV (1953-1956)
- Route 66 – serie TV (1962)
- The DuPont Show of the Week – serie TV (1962)
- The United States Steel Hour – serie TV (1962-1963)
- The Red Skelton Show – serie TV (1964)
- Il dottor Kildare (Dr. Kildare) – serie TV (1964)
- The Bruce Forsyth Show – serie TV (1966)
- ABC Stage 67 – serie TV, episodio 1x07 (1966)
- Love Boat (The Love Boat) – serie TV (1979-1981)
- Detective Stryker (B.L. Stryker) – serie TV (1989)

### Produttore
- Gentiluomo dilettante - Il nuovo Robin Hood (The Amateur Gentleman), regia di Thornton Freeland (1936)

## Doppiatori italiani
- Giulio Panicali in La gloria del mattino, Il dominatore del mare, Angeli del peccato, I vendicatori, Re in esilio
- Nino Pavese in Il prigioniero di Zenda
- Stefano Sibaldi in Gunga Din
- Gualtiero De Angelis in Safari
- Augusto Marcacci in Sinbad il marinaio
- Giuseppe Rinaldi in Piccolo Cesare (doppiaggio tardivo)
- Guido Sagliocca in Sinbad il marinaio (ridoppiaggio)